# Mariquita-do-canadá
Mariquita-canadiana ou mariquita-do-canadá (Cardellina canadensis) é uma espécie de ave passeriforme da família Parulidae. De acordo com a classificação da UICN, esta espécie encontra-se em estado pouco preocupante.